# Johannes (Evangelist)

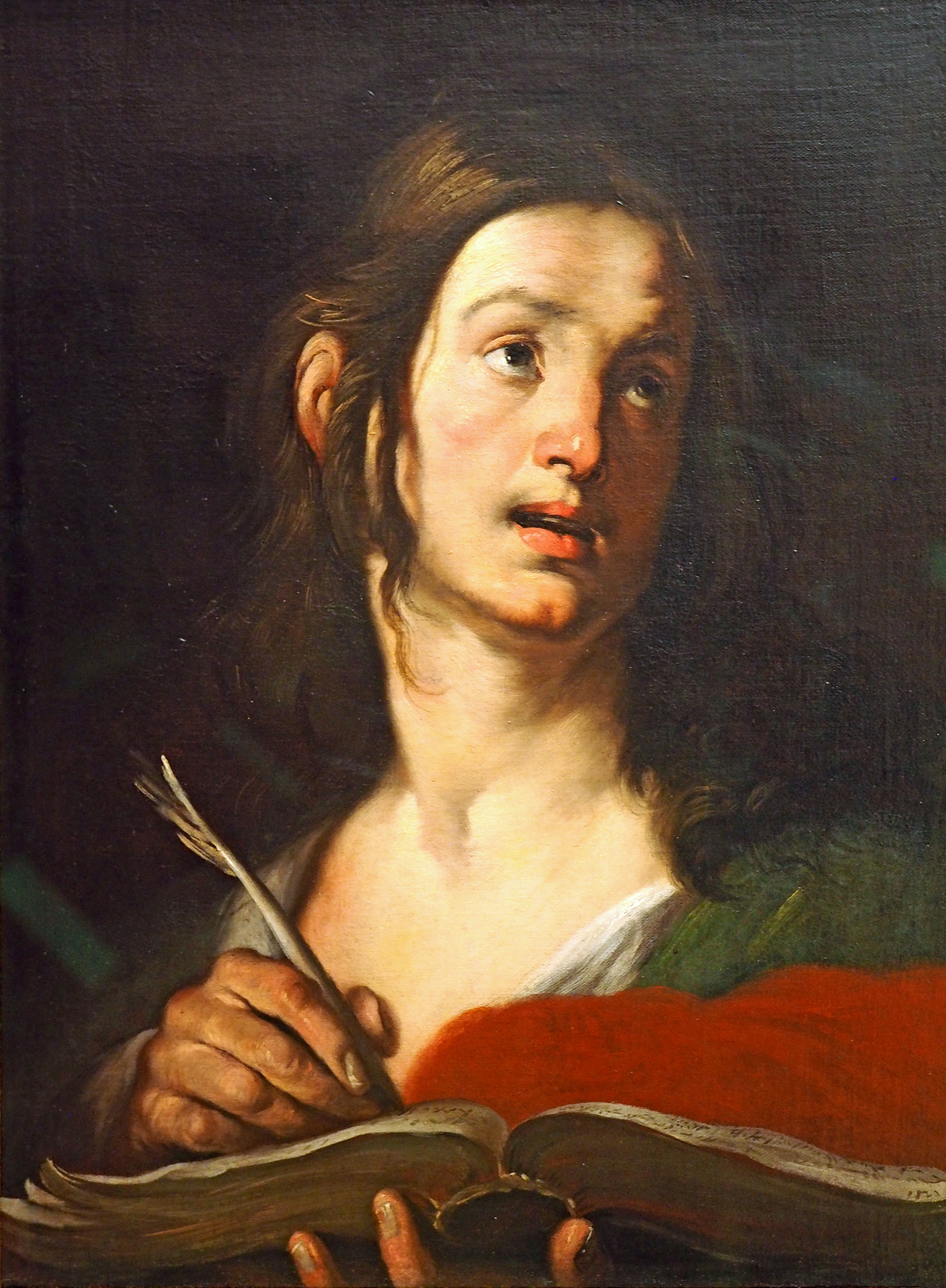
Der Evangelist Johannes, Gemälde von Bernardo Strozzi, um 1625

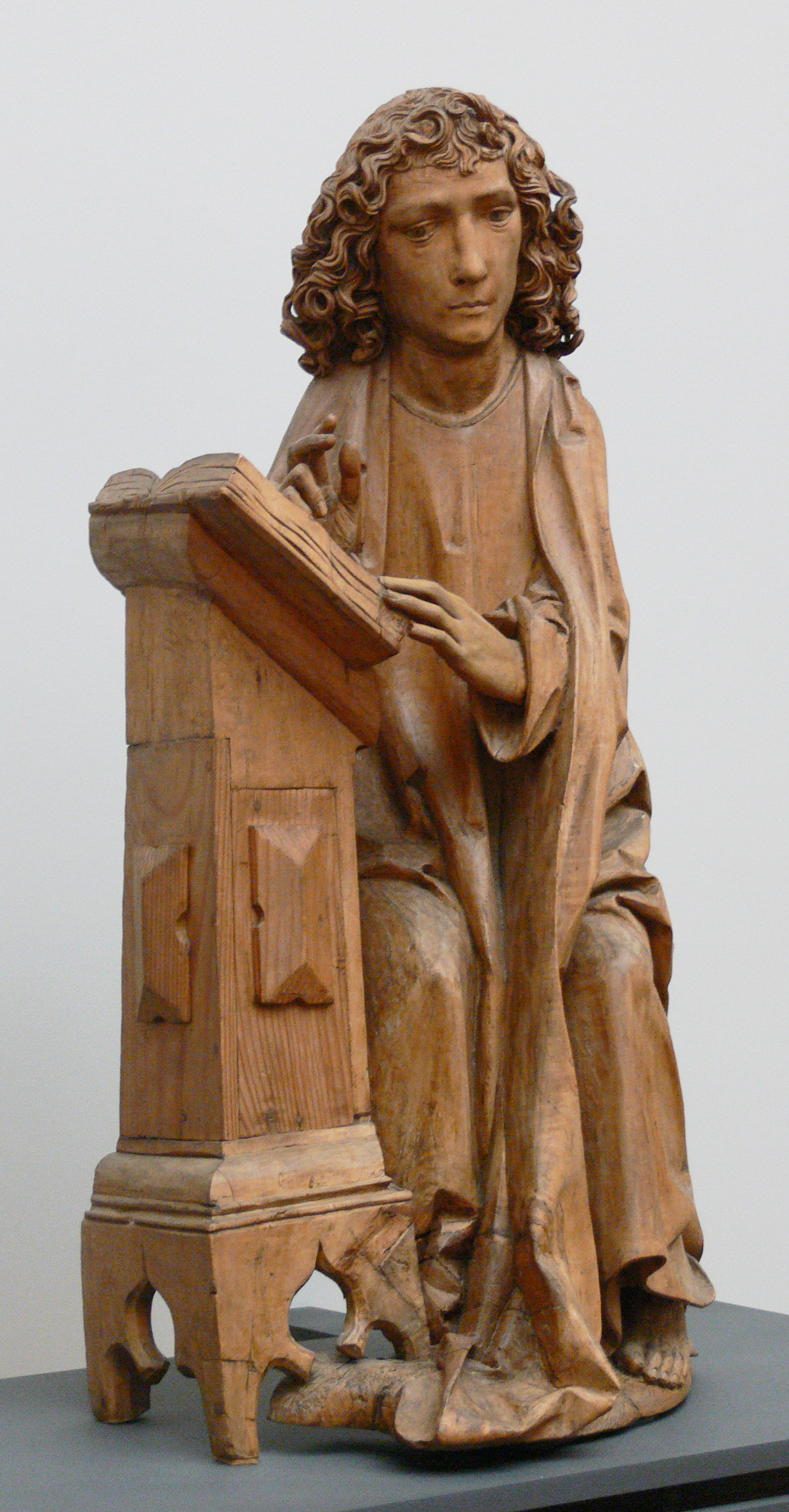
Tilman Riemenschneider: Johannes sinniert über seinem Evangelium

Der Evangelist Johannes, in der westkirchlichen Tradition auch als Johannes Evangelista oder Johannes von der (Lateinischen) Pforte, in der ostkirchlichen Tradition auch als Johannes der Theologe (griechisch: Ιωάννης Θεολόγος) bezeichnet, ist der Hauptautor des Johannesevangeliums. Die Tradition setzt ihn mit dem Apostel Johannes als dem Lieblingsjünger Jesu gleich und sieht in ihm auch den Verfasser der Johannesbriefe und der Offenbarung. In der historisch-kritischen Forschung ist diese traditionelle Auffassung stark umstritten. Diese Auseinandersetzung ist als „johanneische Frage“ in die Forschungsgeschichte zum Johannesevangelium eingegangen.

## Historische Zeugnisse

### Das Johannesevangelium

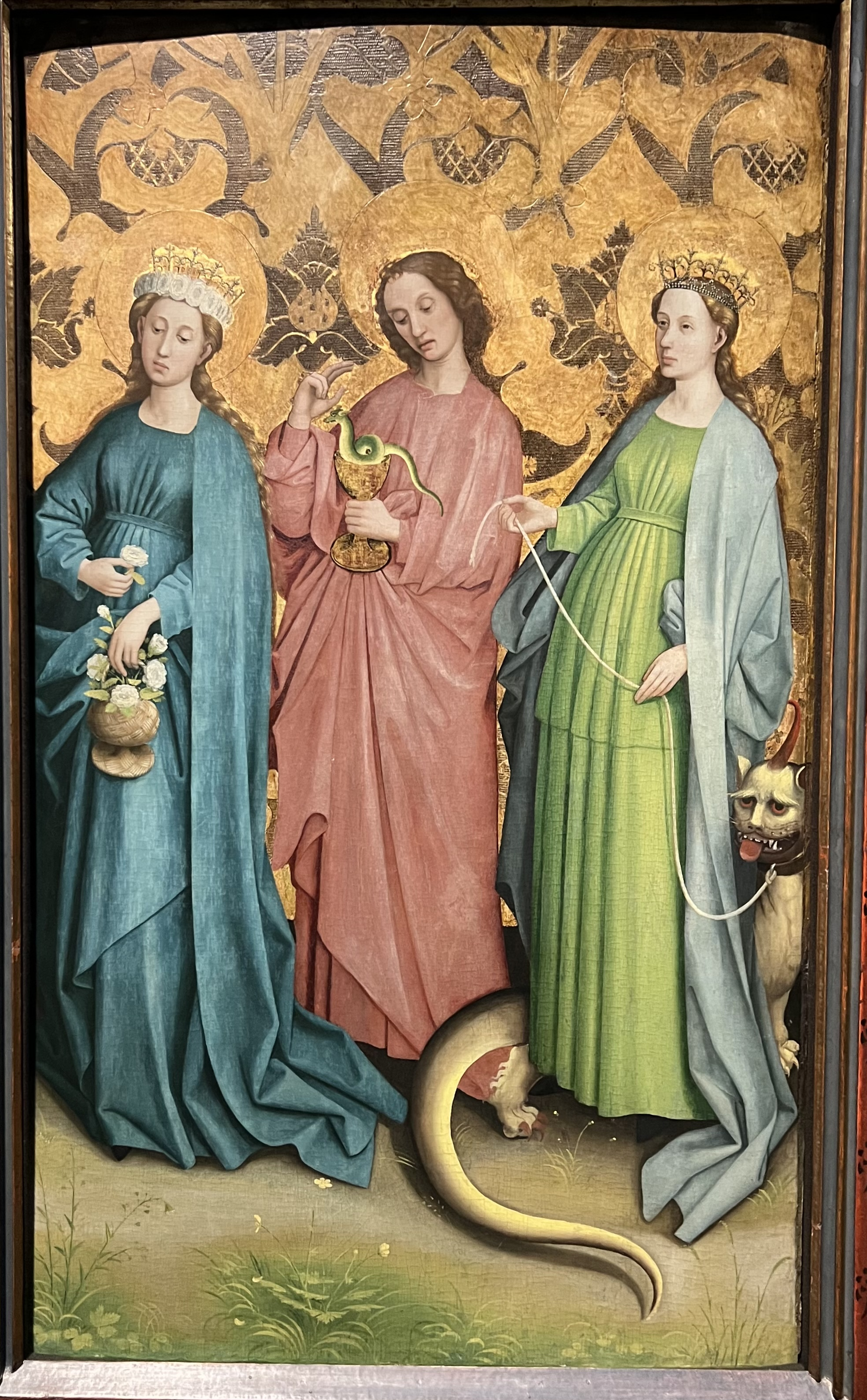
Johannes mit den Heiligen: Dorothea und Margareta. Darstellung mit Kelch und Schlange vom Meister der Sterzinger Altarflügel

Im Johannesevangelium wird als Autor des Textes der namenlose Lieblingsjünger Jesu genannt:

„Petrus wandte sich um und sah, wie der Jünger, den Jesus liebte, (diesem) folgte. Es war der Jünger, der sich bei jenem Mahl an die Brust Jesu gelehnt und ihn gefragt hatte: Herr, wer ist es, der dich verraten wird? Als Petrus diesen Jünger sah, fragte er Jesus: Herr, was wird denn mit ihm? Jesus antwortete ihm: Wenn ich will, dass er bis zu meinem Kommen bleibt, was geht das dich an? Du aber folge mir nach! Da verbreitete sich unter den Brüdern die Meinung: Jener Jünger stirbt nicht. Doch Jesus hatte zu Petrus nicht gesagt: Er stirbt nicht, sondern: Wenn ich will, dass er bis zu meinem Kommen bleibt, was geht das dich an? Dieser Jünger ist es, der all das bezeugt und der es aufgeschrieben hat; und wir wissen, dass sein Zeugnis wahr ist.“

Bezeugt das Schlusskapitel des Evangeliums so zwar ausdrücklich die Verfasserschaft des „Lieblingsjüngers“, so unterbleibt jedoch eine Identifikation mit dem Apostel Johannes. Außerdem scheint hier eine Verfassergruppe als ein „Wir“ zu sprechen, die sich vom Autor des Haupttextes Joh 1–20 unterscheidet. Auffällig ist, dass im Gegensatz zu den synoptischen Evangelien im gesamten Johannesevangelium der Name des Apostels Johannes niemals erwähnt wird. Wenn von „Johannes“ geschrieben wird, so handelt es sich immer um Johannes den Täufer. Der Autor des Johannesevangeliums muss offenbar nicht eine Verwechslung von Johannes dem Täufer und dem Jünger Johannes befürchten, der im Evangelium nicht namentlich genannt wird. Die „Söhne des Zebedäus“ – bei den Synoptikern als Jakobus und Johannes bekannt (Mk 1,19 ) – tauchen erst in 21,2  auf, jedoch werden sie auch dort nicht namentlich genannt. Daher wird angenommen, ein johanneischer Kreis, der auch für die Anfügung des Schlusskapitels 21 an einen bereits bestehenden Text verantwortlich war, habe mit dem Lieblingsjünger eine Gestalt aus der intimsten Nähe Jesu als Zeugen und unbestrittene Autorität in den Vordergrund gestellt. Dafür spricht auch, dass das Evangelium nicht nur am Schluss in Joh 21,24 , sondern bereits im Prolog von einem „Wir“ spricht (Joh 1,14.16 ), womit Augenzeugen von Jesu Auftreten gemeint sind. Jedenfalls weist so das Johannesevangelium selbst auf die Autorität eines herausragenden Zeugen hin, auf den sich die Mitglieder der johanneischen Gemeinde mit Nachdruck berufen.

### Zeugnisse der frühen Kirche

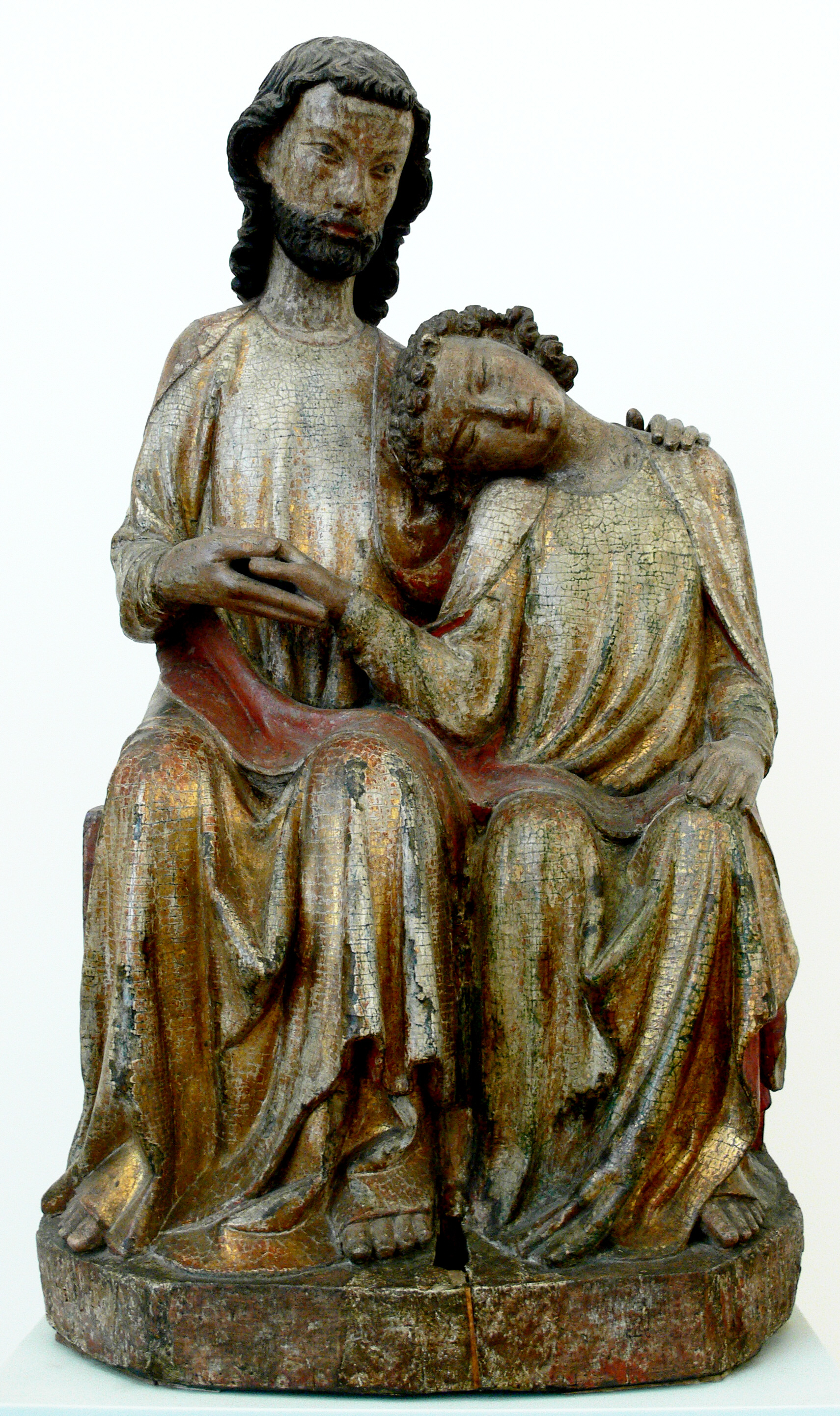
Der Lieblingsjünger an der Brust Christi (Christus-Johannes-Gruppe). Bodenseegebiet, um 1310.

Die frühesten Nachrichten über die Wirksamkeit eines Jüngers und Apostels Johannes außerhalb des Neuen Testaments finden sich in den Schriften des Bischofs Irenäus von Lyon (um 135–202), die auch vom Kirchenhistoriker Eusebius von Caesarea (um 260–337) zitiert werden. Irenäus war in seiner Jugend ein Schüler von Polykarp von Smyrna (69–155), der – so schreibt Irenäus – seinerseits ein Schüler des Apostels Johannes war. Nach dieser frühen Quelle vom Ende des 2. Jahrhunderts ist Johannes der Apostel zugleich der Verfasser des Evangeliums: „Zuletzt gab Johannes, der Jünger des Herrn, der auch an seiner Brust ruhte, selbst das Evangelium heraus, als er sich in Ephesus in der Asia aufhielt“. Hier werden vier Feststellungen getroffen, die die christliche Tradition maßgeblich geprägt haben:
1. Der Apostel Johannes ist der Lieblingsjünger.
2. Er ist daher der Autor des Evangeliums.
3. Das Johannesevangelium wurde während seines Aufenthaltes in Ephesos – also zu seinen Lebzeiten – veröffentlicht.
4. Es ist nach den synoptischen Evangelien geschrieben worden („zuletzt“).

In seiner Kirchengeschichte erklärt Eusebius die Abweichungen zwischen dem Johannesevangelium und den synoptischen Evangelien folgendermaßen:

„Nachdem nun Markus und Lukas die von ihnen gepredigten Evangelien herausgegeben hatten, sah sich nach der Überlieferung auch Johannes, der ständig sich mit der mündlichen Predigt des Evangeliums beschäftigt hatte, zur Niederschrift veranlaßt, und zwar aus folgendem Grunde: Nachdem die zuerst geschriebenen drei Evangelien bereits allen und auch dem Johannes zur Kenntnis gekommen waren, nahm dieser sie, wie man berichtet, an und bestätigte ihre Wahrheit und erklärte, es fehle den Schriften nur noch eine Darstellung dessen, was Jesus zunächst, zu Beginn seiner Lehrtätigkeit, getan habe. Mit dieser Erklärung hatte er auch recht. Denn es ist klar, daß die drei Evangelien nur das, was der Heiland nach der Gefangensetzung Johannes des Täufers während eines einzigen Jahres getan hatte, aufgezeichnet haben, und daß sie dies auch am Anfange ihrer Berichte zu erkennen geben. […] Nach der Überlieferung hat nun deshalb der Apostel Johannes auf Bitten hin über die Zeit, über welche die früheren Evangelisten geschwiegen haben, sowie über die in diese Zeit, d. i. vor die Gefangennahme des Täufers, fallenden Taten des Erlösers in einem eigenen Evangelium berichtet […] Johannes erzählt also in seinem Evangelium das, was Christus getan hatte, noch ehe der Täufer ins Gefängnis geworfen wurde; die übrigen drei Evangelisten aber berichten die auf die Einkerkerung des Täufers folgenden Ereignisse.“

Ebenfalls aus dem ausgehenden 2. Jahrhundert dürfte der Kanon Muratori stammen, der von der Entstehung des Johannesevangeliums berichtet:

„Das vierte der Evangelien, des Johannes, [eines] von den Jüngern. Als ihn seine Mitjünger und Bischöfe aufforderten [aufzuschreiben], sagte er: "Fastet mit mir von heute ab drei Tage, und was einem jeden offenbart werden wird, wollen wir einander erzählen." In derselben Nacht wurde dem Andreas, [einem] der Apostel, offenbart, daß Johannes in seinem Namen alles niederschreiben sollte, und alle sollten es überprüfen. Und deshalb, wenn auch verschiedene Einzelheiten in den einzelnen Evangelienbüchern gelehrt werden, trägt es doch für den Glauben der Gläubigen nichts aus, da alles durch den einen göttlichen Geist allen [in allen Evangelien] erklärt ist: die Geburt, das Leiden, die Auferstehung, der Umgang mit seinen Jüngern und über seine doppelte Ankunft, erstens verachtet in Niedrigkeit, was geschehen ist, zweitens herrlich in königlicher Macht, was noch geschehen wird. Was Wunder also, wenn Johannes, so sich gleichbleibend, das Einzelne auch in seinen Briefen vorbringt, wo er von sich selbst sagt: Was wir gesehen haben mit unseren Augen und mit den Ohren gehört haben und unsere Hände betastet haben, das haben wir euch geschrieben. Denn damit bekennt er [sich] nicht nur als Augen- und Ohrenzeuge, sondern auch als Schriftsteller aller Wunder des Herrn der Reihe nach.“

Die christliche Tradition füllt deshalb die Leerstelle des Lieblingsjüngers im Johannesevangelium mit der Person des Apostels Johannes aus.

## Die „johanneische Frage“: Wer ist der Evangelist?
Das Schweigen des Johannesevangeliums über die Identität des Lieblingsjüngers ist der eigentliche Anlass für die „johanneische Frage“. Gefragt wird, wie die Person des Evangelisten, des Apostels und des Lieblingsjüngers sich zueinander verhalten. Die gegenwärtige Forschung kritisiert die traditionelle Identifizierung des Lieblingsjüngers als Evangelisten.

### Zeitliche Einordnung des Evangelisten

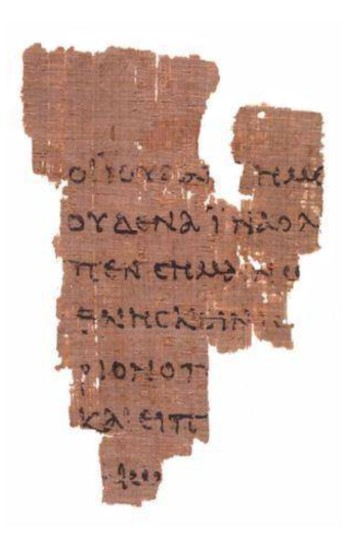
John Rylands Library Papyrus P52, recto (Vorderseite)

Für die Frage nach zeitlichen Einordnung der Verfassung liefert das Johannesevangelium selbst die Hinweise, andere kommen aus dem historischen Kontext und von den Kirchenvätern.
Das älteste bekannte Textzeugnis des Johannesevangeliums ist der Papyrus 52, der in Ägypten gefunden wurde. Er wird etwa auf die Zeit zwischen 100 und 150 nach Chr. datiert. Zu diesem Zeitpunkt muss das Evangelium demnach bereits existiert haben und schon so verbreitet gewesen sein, dass es bis nach Ägypten gelangen konnte. Für eine solche Verbreitung ist noch einige Zeit nach der Abfassung in Anschlag zu bringen.
Wenn der Hauptautor ein Jünger Jesu war und das Todesjahr Jesu etwa in das Jahr 30 n. Chr. fiel, wird der Evangelist bis längstens etwa gegen Anfang des 2. Jahrhunderts gelebt haben (terminus ad quem).
Aus inneren Gründen wird von der Mehrzahl der Forscher eine Abfassung des Evangeliums vor dem Jahr 70 n. Chr. ausgeschlossen. Denn der Autor blickt auf eine historische Situation weitgehender Entfremdung zwischen johanneischer Gemeinde und dem Judentum zurück, wie sie nur nach der Zerstörung des Tempels im Jahr 70 denkbar ist (terminus quo).
Zwischen diesen beiden Zeitpunkten verortet man daher die Abfassungszeit des Evangeliums auf das Ende des 1. oder den Beginn des 2. Jahrhunderts n. Chr.
Dieser Schluss deckt sich mit den frühkirchlichen Zeugnissen. Bei Irenäus heißt es:

„Und alle Presbyter, die in Asien bei Johannes, dem Jünger des Herrn, zusammengekommen waren, bezeugen, dass Johannes dies überliefert hat. Denn er blieb bei ihnen bis in die Zeit Trajans.“

Eusebius berichtet unter Berufung auf Irenäus ebenfalls über den Tod des Apostels in Ephesos unter Kaiser Trajan. Die Amtszeit Trajans dauerte von 98 bis 117 nach Chr., so dass der Evangelist frühestens 98 nach Chr. gestorben sein könnte. Diese Angabe entspricht dem chronologischen Rahmen, den auch das Evangelium setzt. Neutestamentlich gibt es aber keine Hinweise auf einen Aufenthalt des Apostels Johannes in Kleinasien. Vor allem die Apostelgeschichte und der Brief des Paulus an die Epheser wissen davon nichts. Allerdings berichtet das Neue Testament direkt nur über eine Zeit, die vor der vermuteten Abfassungszeit des Evangeliums lag.

### Geographische Einordnung des Evangelisten

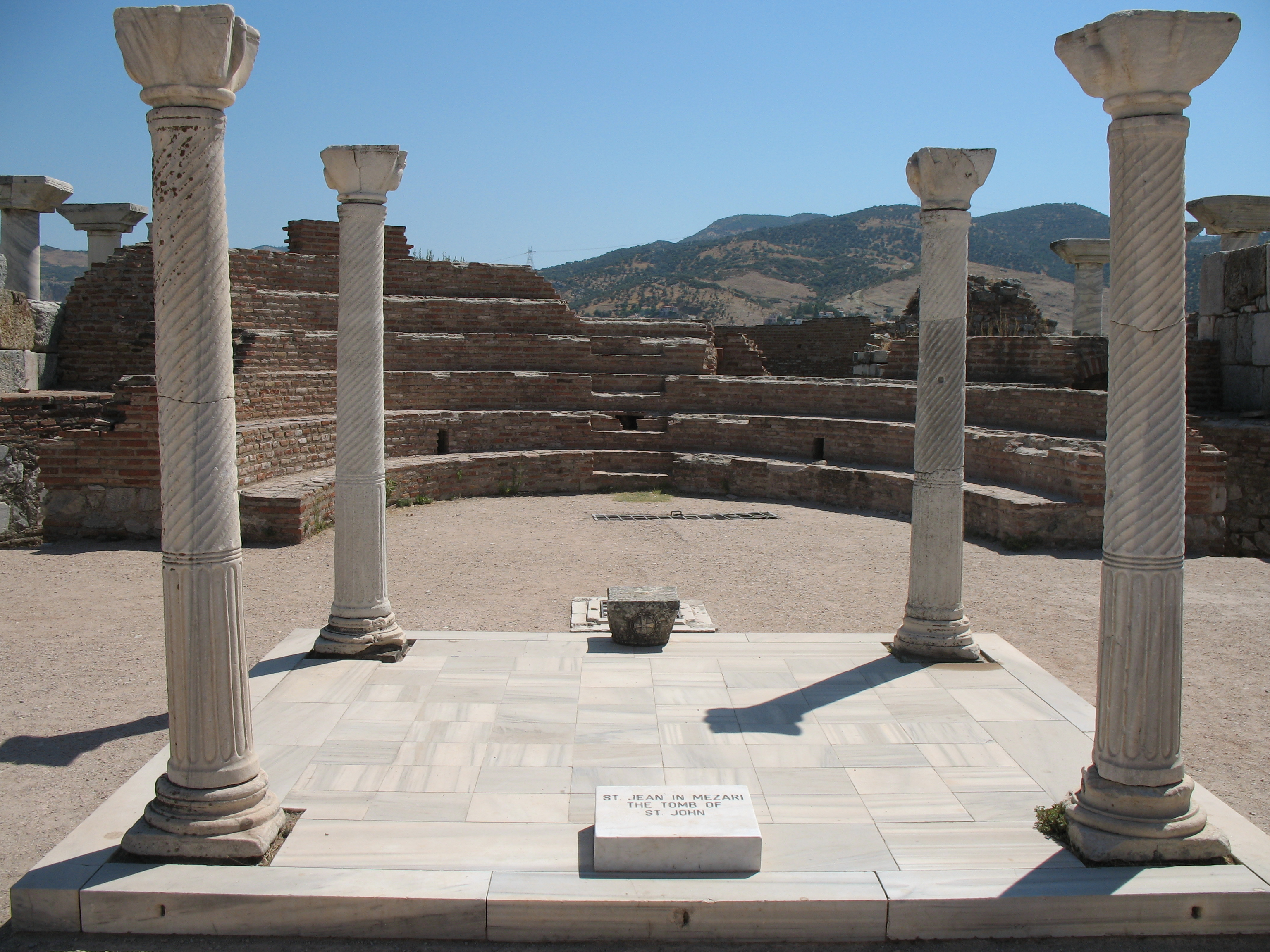
Über dem legendenhaften Johannesgrab in Ephesos wurde die Johanneskirche errichtet.

Der Evangelist hat zweifellos intensive Kenntnis der geographischen, religiösen und soziologischen Verhältnisse in Palästina zur Zeit Jesu. Das zeigt sich auch in seiner Darstellung der Chronologie der Passion Jesu. Aufgrund seiner stark semitisch beeinflussten griechischen Sprache kann man davon ausgehen, dass er in Palästina aufgewachsen ist. Da der Schwerpunkt der johanneischen „Darstellung […] bei den Reisen nach Jerusalem und den Geschehnissen in Jerusalem“ liegt, geht Rudolf Schnackenburg davon aus, dass der Autor oder sein „Gewährsmann“ aus Jerusalem selbst stammt.
Irenäus überliefert einen späteren Aufenthalt des Evangelisten in Ephesos in Kleinasien:

„Auch die von Paulus gegründete Kirche in Ephesus, in welcher Johannes ständig weilte bis in die Zeit Trajans, ist eine treue Zeugin der apostolischen Überlieferung.“

Dafür gibt es jedoch im Evangelium oder im 1. Johannesbrief keine eindeutigen Anhaltspunkte. Dies spricht eher gegen eine Entstehung in griechisch-heidenchristlichem Kontext in Ephesos, wo die auf Irenäus zurückgehende kirchliche Tradition sie ansiedelt. Klaus Wengst wendet ein, dass sich die historischen Hintergründe der johanneischen Streitgespräche mit „den Juden“ vor allem im syrisch-palästinischen Gebiet abgespielt haben dürften, und man daher auch annehmen könne, dass das Evangelium hier entstanden sei, der Evangelist sich also noch in seinen späten Jahren in Palästina aufgehalten habe. Dieser Schluss ist jedoch nicht zwingend, denn für die literarische Gestaltung eines Konflikts muss der Autor keineswegs vor Ort sein; ebenso wenig ist es ausgeschlossen, dass ein palästinischer Jude sich später in Kleinasien niederlässt. Daher bleibt die Frage nach dem weiteren Aufenthalts- und Sterbeort des Evangelisten offen.

### Ausgangslage im Evangeliumstext
Offenbar will der Text des Evangeliums den Lieblingsjünger mit dem Johannes des Evangeliums identifizieren: „Petrus wandte sich um und sah den Jünger folgen, den Jesus liebte und der beim Abendmahl an seiner Brust gelegen und ihm gesagt hatte: Herr, wer ist es, der dich ausliefert?“ (Joh 21,20 ). Die Richtigkeit dieser Identifizierung ist damit jedoch noch nicht gesichert, so Rudolf Schnackenburg.
Der geliebte Jünger taucht ausdrücklich erst beim letzten Abendmahl auf.

### Problematik der Identifizierung von Lieblingsjünger und Evangelisten

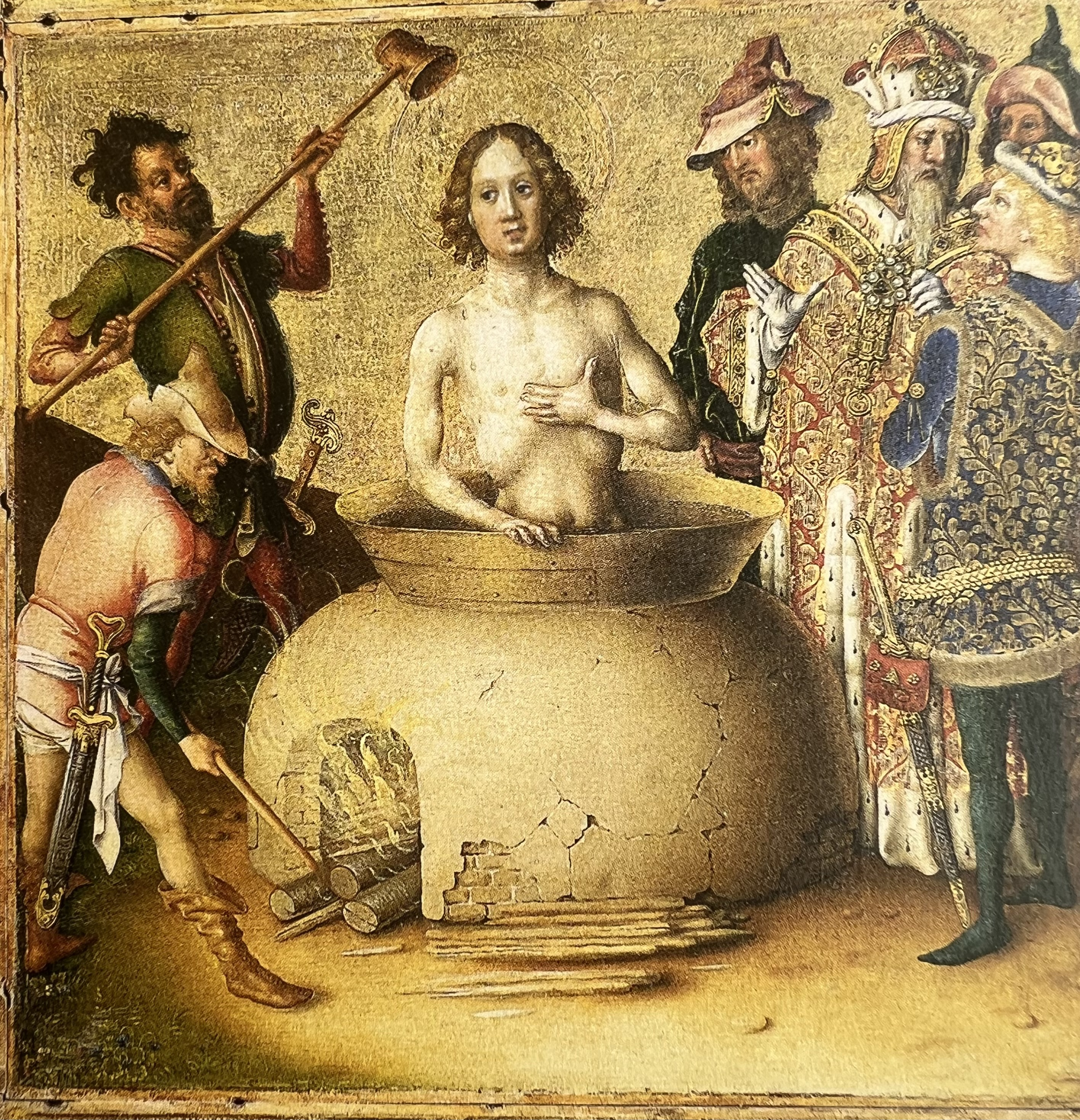
Martyrium des Johannes
von Stefan Lochner (15. Jahrhundert)

Verschiedene Argumente können angeführt werden, die dagegen sprechen, dass der Evangelist mit dem Lieblingsjünger oder mit dem Apostel Johannes identisch ist:
- Die frühchristlichen Zeugnisse scheinen (zu) sehr bemüht zu sein, nicht nur den Apostel Johannes als Verfasser herauszustellen und zu legitimieren, sondern auch die Unterschiede zwischen Johannes und den Synoptikern nachträglich auszugleichen. Der apologetische Charakter dieses Unternehmens scheint deutlich. Das Zeugnis des Kanon Muratori hat zu sehr legendarischen Charakter, als dass man es für historisch zuverlässig halten könnte.[17]
- Nach einem Wort des Markusevangeliums könnten der Apostel Johannes wie auch sein Bruder Jakobus bereits früh das Martyrium erlitten haben (Mk 10,35–41 EU). Da Markus auf dieses Ereignis bereits zurückzublicken scheint, wäre der Tod des Johannes spätestens vor dem Jahr 70 als Datum der Abfassung des Markusevangeliums anzusetzen. Nach dieser Auffassung könnte der Apostel nicht in hohem Alter in Ephesos gestorben sein.[18]
- Gegen Irenäus, der Apostel, Lieblingsjünger und Evangelisten identifiziert, spricht das Schweigen anderer Autoren, von denen man annehmen müsste, dass sie ihn bestätigen würden. Dazu zählen vor allem Ignatius von Antiochien und Justin der Märtyrer.[19]
- Es ist schwer vorstellbar, dass das Evangelium auf die klare Benennung des Apostels Johannes als seinen Autor verzichtet, wenn sich das Johannesevangelium tatsächlich auf dessen Autorität stützen könnte.[20]
- Andererseits vermutet man, dass der Autor deshalb nicht benannt wird, weil er selbst kein Apostel war.[21] Die apostolische Autorität erlangt er erst durch die Berufung des Evangeliums auf den Apostel, der im Text mit dem Lieblingsjünger identifiziert wird (Joh 21,20 EU).

### Schlussfolgerung
Diese Argumente gegen die Identifizierung des Evangelisten als Apostel Johannes oder als der Lieblingsjünger sind aufschlussreich aber nicht zwingend.
Ein Martyrium des Apostels Johannes wird zwar aus dem Markusevangelium geschlossen, ist aber nicht eigens belegt und daher unsicher. Ein Schweigen sonstiger Texte über die Identität des Evangelisten kann die unterschiedlichsten Gründe haben. Insofern kann man nicht behaupten, das Zeugnis der frühen Kirche sei widerlegt. Ihre Angaben lassen sich allerdings auch nicht durch unabhängige Quellen verifizieren, so dass letztlich offenbleiben muss, ob der Evangelist Johannes tatsächlich mit dem Apostel Johannes und dem Lieblingsjünger identisch ist. C.S. Lewis ist jedenfalls überzeugt, dass die Erzählweise des Johannesevangeliums auf die Verfassung durch einen Augenzeugen hinweise.
Ebenso wenig kann das Vorliegen einer Pseudepigraphie ausgeschlossen werden, die dem Verfasser eine Rolle im Jüngerkreis zuschreibt, um dem Text des Johannesevangeliums auf diese Weise Autorität zu verleihen.
Rudolf Schnackenburg schließt in diese Richtung:

„Der geliebte Jünger ist zwar der hauptsächliche Traditionsträger, die Autorität, die hinter dem Ev steht; aber das Ev selbst stammt von einem anderen mit ihm verbundenen Mann, wohl einem gebildeten Hellenisten jüdischer Herkunft, einem hervorragenden Theologen, der die Tradition des geliebten Jüngers, unter Benutzung auch anderer Quellen, aufnahm, theologisch interpretierte und in einem Evangelium zusammenfaßte, das der joh. Gemeinde und darüber hinaus suchenden Menschen der damaligen Zeit dienen sollte. [...]
Man kann sich auch vorstellen, daß der Evangelist im Kontakt mit dem geliebten Jünger sein Ev entwarf oder sich dessen Billigung einholte; aber eine direkte Abfassung des Ev durch den geliebten Jünger, der schon ein beträchtliches Alter erreicht haben mußte, ist unwahrscheinlich. Auch bei selbständiger Abfassung des Ev durch den Evangelisten kann der geliebte Jünger noch immer als Bürge für dessen Inhalt gelten.“

Versuche, den Lieblingsjünger namentlich zu identifizieren, sind gemacht worden, müssen aber mangels überzeugender Quellen beiseitestehen. Wahrscheinlich ist immerhin, dass es sich um einen Jerusalemer handelt. Zunächst gibt es natürlich die traditionelle Identifizierung mit dem Apostel Johannes; es wurde der sogenannte Presbyter Johannes vorgeschlagen; auch Lazarus ist vorgebracht worden, außerdem Johannes Markus, der das Markus-Evangelium verfasst hat.

## Die johanneischen Schriften
Neben dem Johannesevangelium werden dem Evangelisten Johannes auch die Johannesbriefe und die Apokalypse zugeordnet.

### Der Evangelist und die Johannesbriefe
Der Evangelist Johannes gilt auch traditionell als Verfasser der drei Briefe des Johannes (1 Joh  ; 2 Joh   und 3 Joh  ).
Für den 1. Brief des Johannes ist das weitgehend unbestritten. Dafür werden auch innere Gründe, vor allem die Ähnlichkeiten in der Sprache angeführt. Dieses Bild gilt jedoch nicht in gleichem Maße für den 2. und 3. Johannesbrief. Sie stammen zwar wohl beide aus einer Hand, diese ist aber kaum identisch mit der Hand des Evangelisten. Vor allem ist es die Selbstbezeichnung als „Presbyter“ („Ältester“), die eine Verfasserschaft des „Lieblingsjüngers“ – wie im Evangelium – nicht nahelegt. Teilweise wird in der Forschung auch für alle drei Briefe eine Autorschaft des Evangelisten und vor allem des Apostels Johannes rundweg abgestritten. Alle drei Briefe sind aber wohl zumindest in der gleichen „johanneischen Schule“ entstanden, wahrscheinlich in Ephesos.

### Der Evangelist und die Offenbarung
Der Evangelist gilt daneben auch traditionell als Verfasser der Offenbarung des Johannes. Diese Auffassung stützt sich neben Offb 1,1  vor allem auf Offb 1,9–11 :

„Ich, euer Bruder Johannes, der wie ihr bedrängt ist, der mit euch an der Königsherrschaft teilhat und mit euch in Jesus standhaft ausharrt, ich war auf der Insel Patmos um des Wortes Gottes willen und des Zeugnisses für Jesus. Am Tag des Herrn wurde ich vom Geist ergriffen und hörte hinter mir eine Stimme, laut wie eine Posaune. Sie sprach: Schreib das, was du siehst, in ein Buch und schick es an die sieben Gemeinden: nach Ephesus, nach Smyrna, nach Pergamon, nach Thyatira, nach Sardes, nach Philadelphia und nach Laodizea.“

Außer dieser Namensübereinstimmung gibt es kaum Anhaltspunkte für eine Identität des Verfassers der Offenbarung mit dem Apostel Johannes oder dem Evangelisten. In der christlichen Tradition wird der Apostel Johannes aber bereits im 2. Jahrhundert als Verfasser der Offenbarung angenommen und mit dem Evangelisten gleichgesetzt, so vor allem von Eusebius, der sich wiederum auf Irenäus (Adv Haer V, 30,3) bezieht: „Es wird erzählt, dass in dieser Verfolgung der Apostel und Evangelist Johannes, der noch lebte, verurteilt wurde auf der Insel Patmos zu verweilen wegen seines Zeugnisses für das göttliche Wort“.
Diese Auffassung wurde schon im 3. Jahrhundert von Dionysius von Alexandria († 264) kritisiert:

„Völlig anderer und fremder Art ist gegenüber diesen Schriften [dem Evangelium und den Briefen des Johannes] die Apokalypse. Es fehlt jede Verbindung und Verwandtschaft. Ja, sie hat sozusagen kaum eine Silbe damit gemein. Auch enthält weder der Brief – vom Evangelium nicht zu reden – irgendeine Erwähnung oder einen Gedanken der Apokalypse noch die Apokalypse vom Briefe [...]“

In der Offenbarung wird zwar vier Mal der Name ihres Verfassers als „Johannes“ angegeben (Offb 1,1 ; 1,4.9 ; 22,8 ), dieser hat aber wohl nichts mit dem Evangelisten gemein außer dem von der kirchlichen Tradition vermuteten Namen. Darüber hinaus scheint sich der Verfasser auch selbst von den Aposteln zu unterscheiden (Offb 18,20 ; 21,14 ). Heute wird eine Verfasserschaft des Evangelisten auch für die Offenbarung in der wissenschaftlichen Forschung weitgehend ausgeschlossen. Es bestehen erhebliche Unterschiede in der Sprache, Eschatologie, Christologie und Ekklesiologie. Die Exegese unterscheidet also den Johannes der Offenbarung sowohl vom Evangelisten als auch vom Apostel Johannes. Gleichwohl sieht Jens W. Taeger Verbindungslinien zwischen der Apokalypse und deuterojohanneischem Denken, nämlich den Johannesbriefen und der von ihm angenommenen Redaktionsschicht des Johannesevangeliums.

## Der Evangelist in der christlichen Tradition

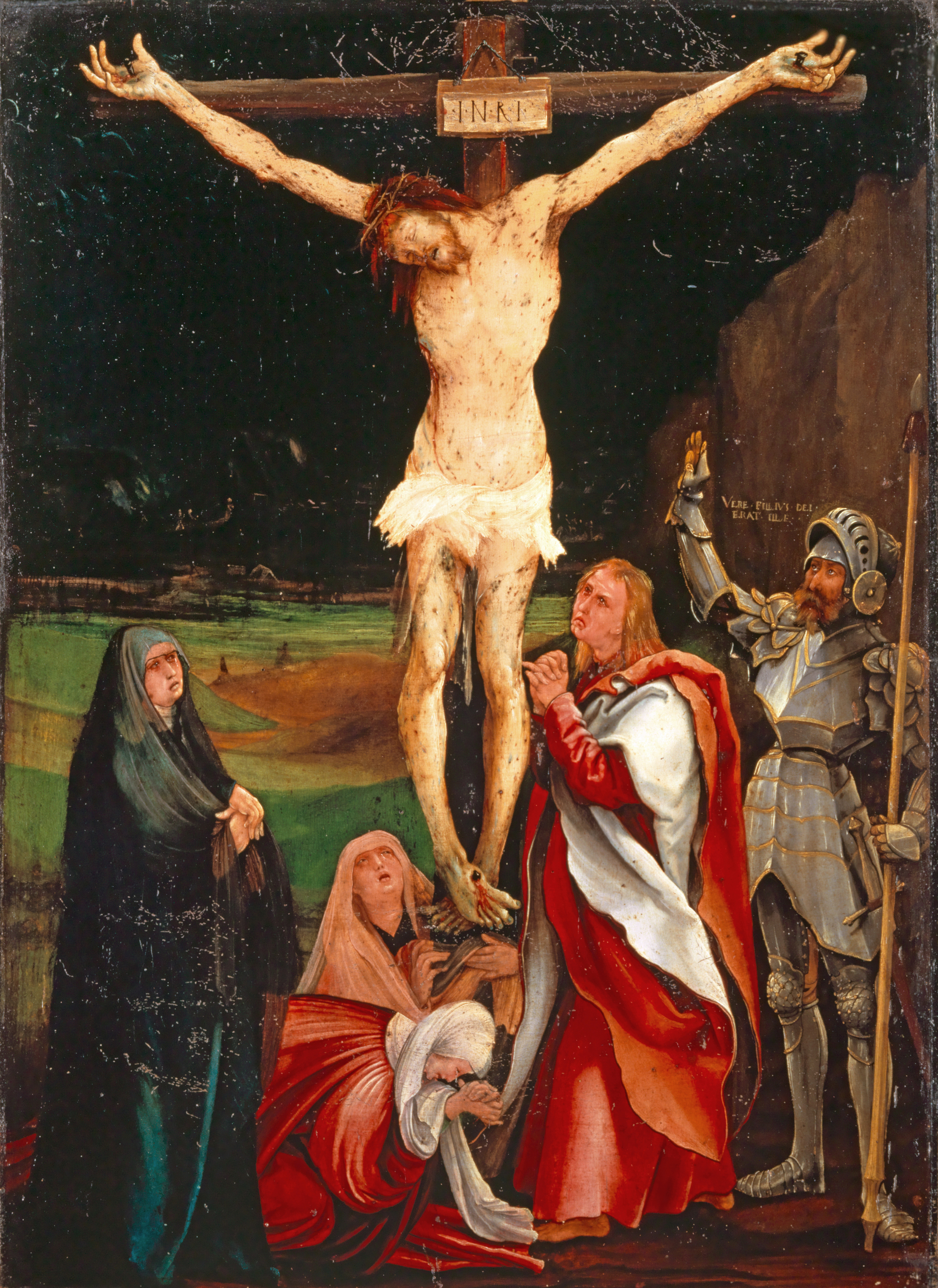
Der Evangelist Johannes unter dem Kreuz. Kreuzigung Christi von Mathias Grünewald

Die christliche Tradition hatte durch die Identifikation des Evangelisten mit dem Apostel Johannes seit den ersten Zeugnissen der Kirchenväter Irenäus und Eusebius erheblichen Einfluss auf das Bild des Evangelisten. Dieser Einfluss schlug sich nicht nur in vielen schriftlichen Belegen seit der Zeit der Kirchenväter, sondern auch in der bildenden Kunst mannigfach nieder.

### Der Apostel Johannes und der Lieblingsjünger im Neuen Testament
Der Apostel Johannes war nach synoptischem Zeugnis (Mk 1,19-20 ) der jüngere Bruder des Apostels Jakobus des Älteren. Beide wurden gemeinsam von Jesus berufen während sie ihrem Beruf als Fischer – zusammen mit ihrem Vater Zebedäus – nachgingen. Daher werden sie in der Überlieferung auch als „Söhne des Zebedäus“ bezeichnet. Sie stehen bei den Synoptikern zusammen mit Petrus in besonders enger Beziehung zu Jesus (Mk 9,2 ;14,33 ).
Im Johannesevangelium wird nichts über die Berufung der Zebedäus-Söhne erzählt. Allerdings tauchen sie im Schlusskapitel auf neben zwei weiteren namenlosen Jüngern (Joh 21,2 ). Später wird ein Jünger aus diesem Kreis als „Lieblingsjünger“ bezeichnet (21,7 ), ohne dass eine Beziehung zu den Zebedäus-Söhnen hergestellt würde. So bleibt eine Identifizierung möglich, ist aber nicht zwingend.
Verglichen mit den Zebedäus-Söhnen bei den Synoptikern steht der Lieblingsjünger im Johannesevangelium in noch intimerer Nähe zu Jesus:
- Er liegt beim gemeinsamen Mahl der Jünger vor der Passion an der „Brust“ Jesu und wird in dieser Szene zum ersten Mal bezeichnet als „der Jünger, den Jesus liebte“ (Joh 13,23 EU).
- Er steht zusammen mit Maria, der Mutter Jesu, unter dem Kreuz und erhält von Jesus einen besonderen Fürsorgeauftrag ihr gegenüber (19,26 EU).
- Er kommt zusammen mit Petrus als einer der ersten zum Grab Jesu und wird so zum Zeugen der Auferstehung (20,2 EU).
- Er identifiziert den auferstandenen Jesus vor den Jüngern (21,7 EU).
- Er wird am Schluss des Johannesevangeliums nicht nur als dessen Autor herausgestellt (21,24 EU), sondern von Jesus auch mit einer besonderen Prophezeiung ausgezeichnet (21,20-23 EU).

Diese Charakterisierungen im Johannesevangelium führten in Zusammenschau mit der synoptischen Tradition zu der hohen Wertschätzung, die der Evangelist und Apostel in der Überlieferungsgeschichte gewonnen hat. So gilt er neben Paulus wohl als prägendste Persönlichkeit unter den neutestamentlichen Autoren.

### Spätere Überlieferungen zum Evangelisten

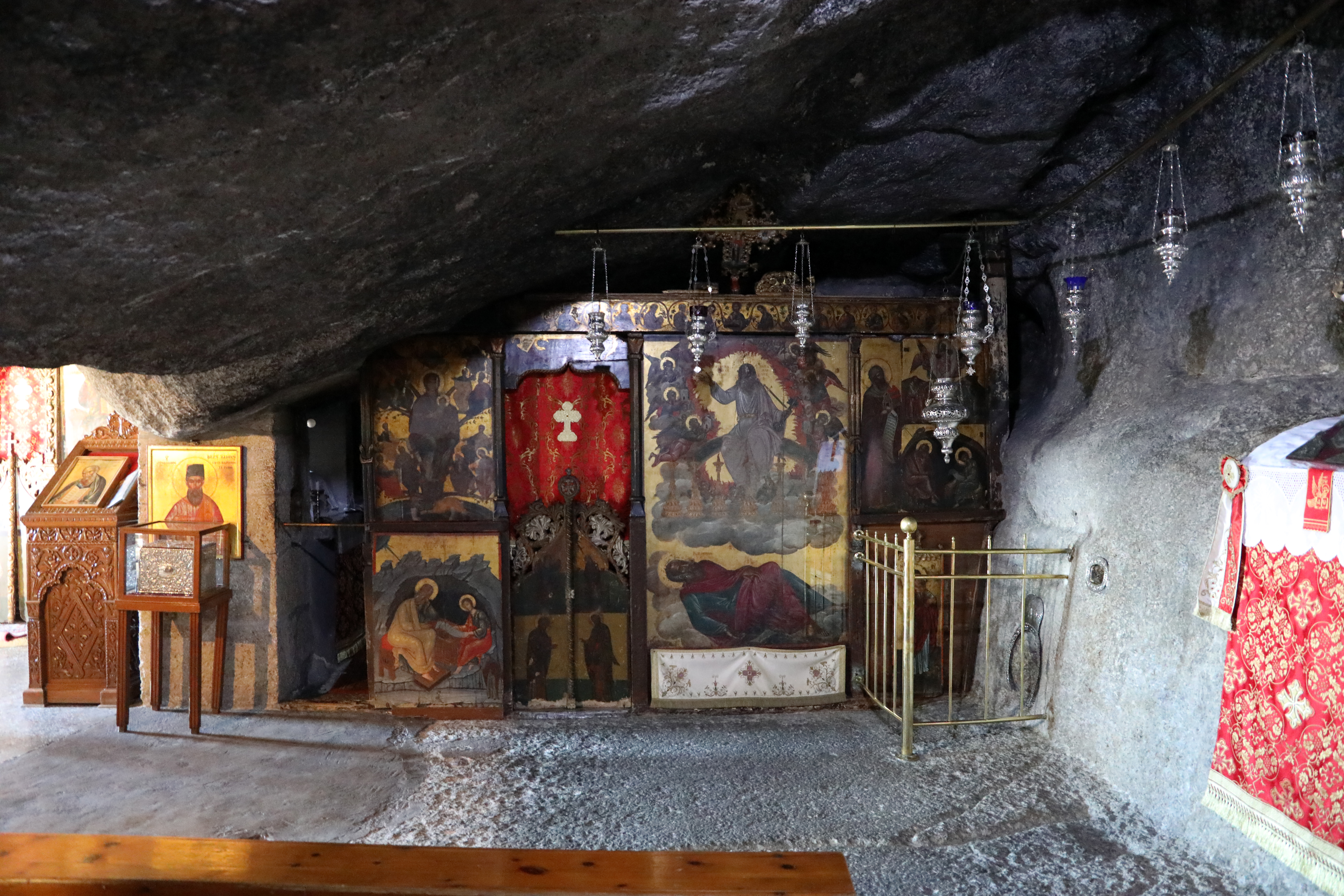
Die legendenhafte Johannesgrotte auf Patmos zwischen Skala und Chora.

Weitere Zeugnisse über das Leben des Evangelisten sind von den kirchlichen Schriftstellern aus den ersten Jahrhunderten überliefert. Nachdem er Palästina verlassen habe, soll er das Evangelium in Kleinasien verkündet und sich in Ephesos niedergelassen haben, wo er auch gestorben sei.
Auf die Identifizierung mit dem Autor der Offenbarung geht die Tradition zurück, der Apostel und Evangelist sei unter Kaiser Domitian (81–96 nach Chr.) auf die Insel Patmos verbannt worden, die südwestlich von Ephesos in der Ägäis liegt. Hier wird noch heute eine „Johannesgrotte“ als eines der wichtigsten Heiligtümer der griechisch-orthodoxen Kirche verehrt. Die Grotte liegt zwischen Skala und Chora und kann im Inneren der Kirche Ag. Anna besichtigt werden, die 1090 errichtet wurde und zum orthodoxen Offenbarungskloster gehört. In dieser Felshöhle soll der auch als „Seher von Patmos“ bezeichnete Apostel der Legende nach die Offenbarung verfasst haben.
Nach dem Tode Domitians soll Johannes aus der Verbannung nach Ephesos zurückgekehrt sein und dort sein Evangelium niedergeschrieben haben. Dieser Überlieferung zufolge starb er in Ephesos unter Kaiser Trajan, im dritten Jahr seiner Regierung. Demnach wäre das Todesjahr auf 100 oder 101 nach Chr. zu datieren. Nach Eusebius, der sich insoweit auf einen Brief von Bischof Polykrates an Papst Viktor I. beruft, wurde Johannes auch in Ephesos begraben (Hist Eccl III 31,3). Über der als Grab des Evangelisten geltenden Stätte ließ Helena, die Mutter des Kaisers Konstantin der Große, eine Kirche errichten. Kaiser Justinian ersetzte sie durch einen monumentalen Prachtbau. Die Reste der Johanneskirche können noch heute besichtigt werden.

### Bedeutung von der Väterzeit bis heute

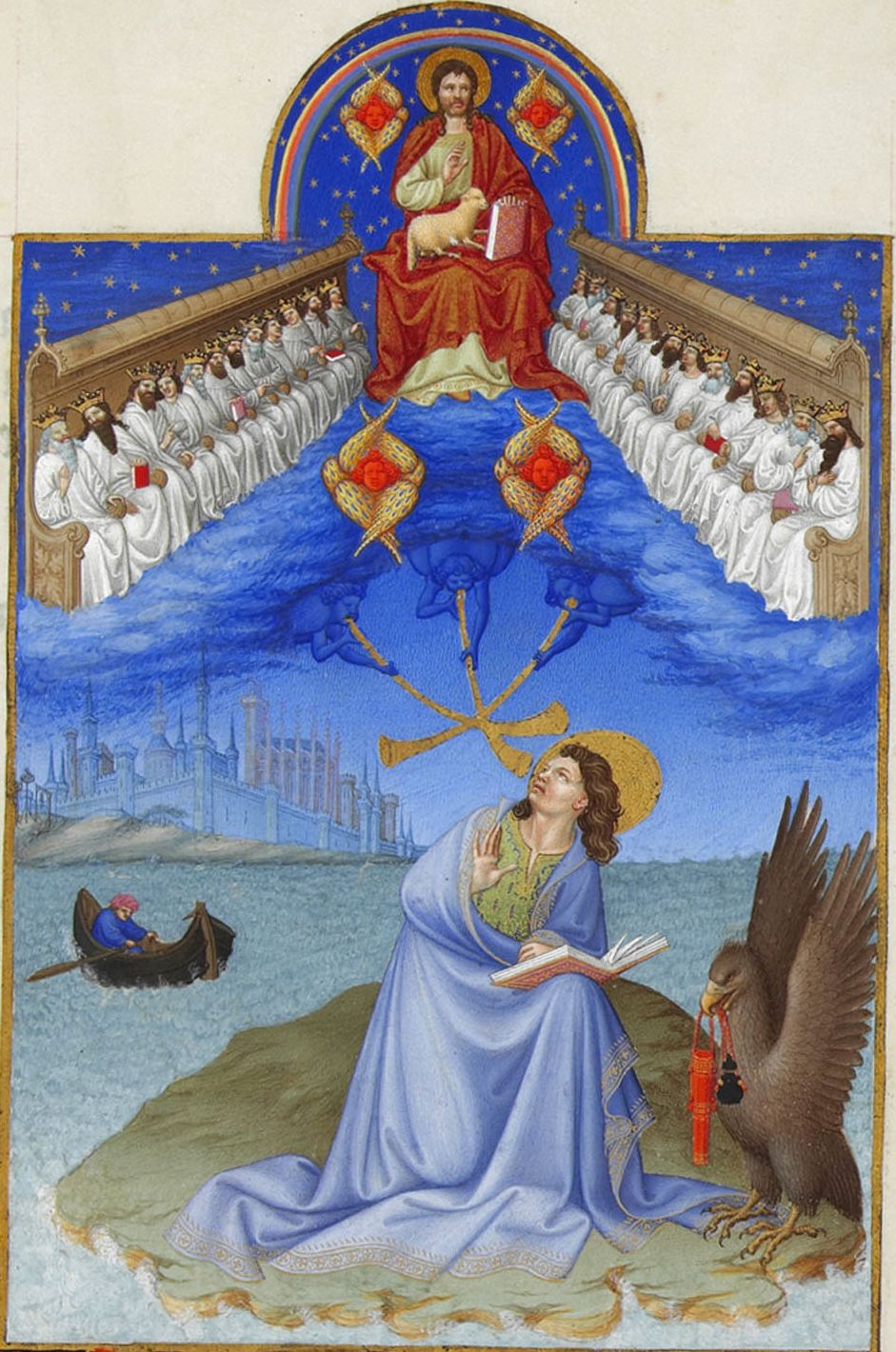
Der Evangelist mit dem Attribut des Adlers verfasst auf Patmos die Offenbarung des Johannes; aus dem Stundenbuch des Herzogs von Berry.

Unbestritten ist die schriftstellerische und theologische Leistung des Evangelisten als Autor des vierten Evangeliums, das einen ganz eigenständigen und theologisch stark reflektierten Weg der Darstellung christlicher Glaubensinhalte geht. Hieronymus liefert die folgende Deutung des Adlers als Symbol des vierten Evangelisten:

„Johannes erhielt den Adler, weil er im Prolog über das Wort, das am Anfang bei Gott war, höher steigt als die anderen und sich in die höchsten Regionen aufschwingt, so wie ein Adler sich zur Sonne erhebt.“

Darüber hinaus gilt der Evangelist und Apostel Johannes als kirchliche Autorität. Zu seinen Schülern gehörten der Überlieferung nach die Bischöfe Polykarp von Smyrna, Ignatius von Antiochia, Papias von Hierapolis sowie der Bischof Bucolus von Smyrna. Über Johannes schrieb der Kirchenvater Augustinus (354–430 n. Chr.):

„In den vier Evangelien oder vielmehr in den vier Büchern eines Evangeliums hat der heilige Apostel und Evangelist Johannes, welcher gemäß seiner geistigen Erkenntnis dem Adler verglichen wird, höher und weit erhabener als die anderen drei seine Verkündigung erhoben und dadurch auch uns erheben wollen. Denn die drei übrigen Evangelisten sind gleichsam mit dem Gottmenschen auf der Erde gewandelt und haben von seiner Gottheit weniger gesagt; dieser aber, gleichsam als verschmähte er es auf der Erde zu wandeln, hat sich, wie er gleich am Anfange seines Evangeliums gedonnert, nicht nur über die Erde erhoben, sondern auch über das ganze Heer der Engel etc., und ist zu dem gekommen, durch den alles gemacht ist, indem er spricht: ›Im Anfang war das Wort‹. Das floss aus seinem Munde, was er getrunken; denn nicht ohne Grund wird von ihm in diesem Evangelium gesagt, dass er beim Abendmahl an der Brust des Herrn lag. Aus dieser Brust hat er daher im Geheimen getrunken; aber was er im Geheimen getrunken, das hat er offenbar ausgeströmt.“

Diese Wertschätzung wurde auch z. B. von Papst Benedikt XVI. geteilt, der sich zur „johanneischen Frage“ eigens geäußert hat und daran festhalten will, dass der Lieblingsjünger und Apostel Johannes Augenzeuge eines historischen Geschehens um Jesus gewesen sei und diese Erinnerung in die kirchliche Tradition hineingetragen habe.

### Festtag
Das Fest des heiligen Apostels und Evangelisten Johannes wird in der katholischen und der evangelischen Kirche am 27. Dezember begangen. In der katholischen Kirche kann an diesem Fest nach altem Brauch Johanneswein gesegnet werden. Die orthodoxen Kirchen feiern den Heiligen am 8. Mai.

## Ikonographie
Johannes wird in der christlichen Bildenden Kunst von den anderen Evangelisten und Aposteln stets durch Bartlosigkeit und jugendliches Aussehen unterschieden. Im Gegensatz dazu zeigt ihn eine altrussische Ikone als alten Mann mit Halbglatze und Vollbart, wie er seinem Begleiter Prochorus die Einleitung zum Johannesevangelium diktiert: „Im Anfang war das Wort.“

### Einzelfiguren
Soll Johannes als einer der vier Evangelisten symbolisiert werden, wird ihm der Adler zugeordnet. Einzeldarstellungen des Heiligen in der frühen Buchmalerei bringen die den Texten vorangestellten ganzseitigen Autorenbilder. In anderen figürlichen Zyklen ist ihm, vor allem seit dem 14. Jahrhundert, ein Kelch mit daraus entsteigender Schlange beigegeben. Dies geht auf eine der in der Legenda Aurea überlieferten Heiligenlegenden zurück: Der Oberpriester im Tempel der Artemis in Ephesos habe Johannes vor die Wahl gestellt, entweder den heidnischen Göttern zu opfern oder aus einem Giftkelch zu trinken. Johannes habe den Kelch bekreuzigt, aus dem sofort das Gift in Gestalt einer Schlange entwichen sei, ohne dem Heiligen zu schaden.
Die gleiche mittelalterliche Legendensammlung berichtet, Johannes sei während der Christenverfolgungen unter Kaiser Domitian nach Rom gebracht worden, wo er an der Porta Latina den Martertod in einem Kessel mit siedendem Öl erleiden sollte, dem er jedoch auch hier unversehrt entstiegen sei. So entstand das (seltenere) Attribut des Ölkessels. Nach Patmos verbannt, habe er dort die Offenbarung verfasst und später, zurück in Ephesus, das Evangelium niedergeschrieben.
Häufig sind die beiden Johannes’ einander gegenübergestellt, zum Beispiel am Thron Salomonis oder zu Seiten des Gotteslamms.
Zahlreiche Wappen von Städten und Korporationen führen die Figur des Heiligen im Wappenbild.

### Szenen/Heraldik

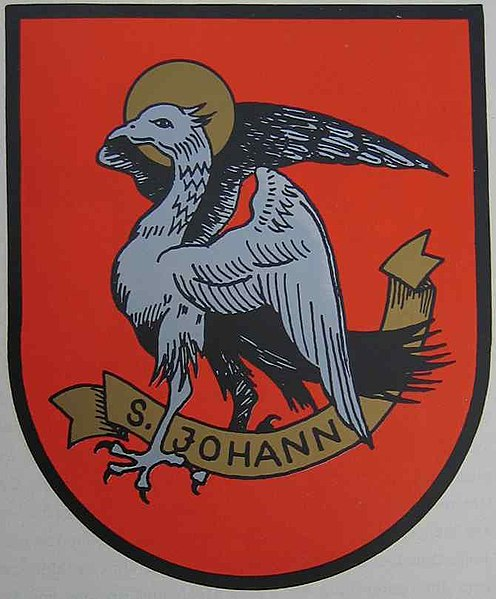
Wappen von Hockeln

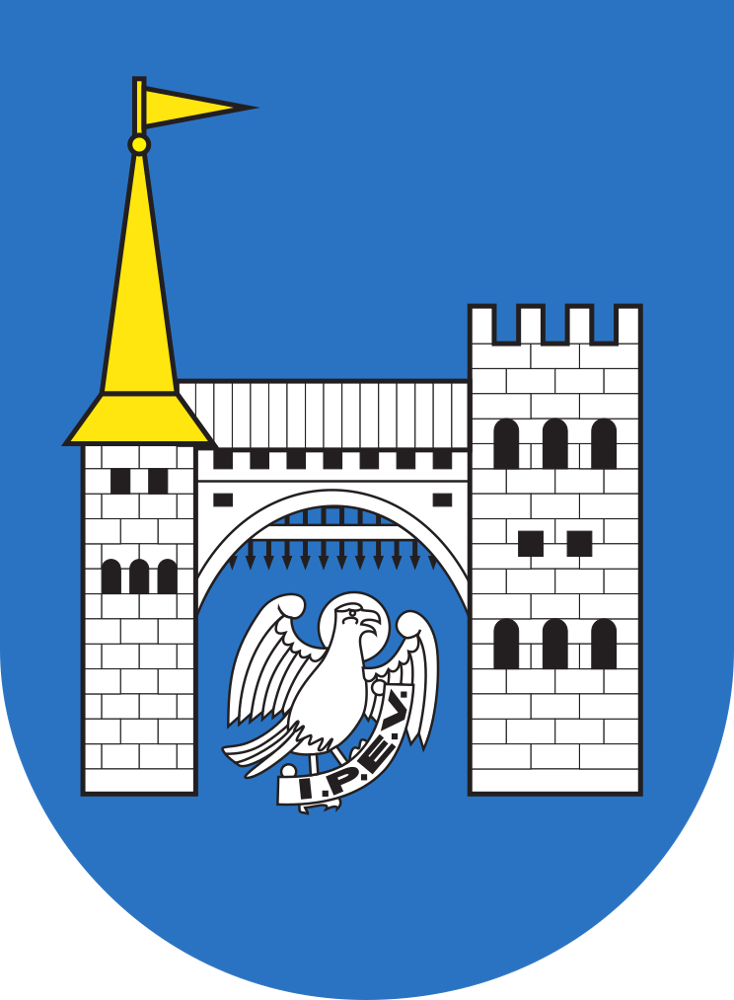
Wappen von Kuressaare

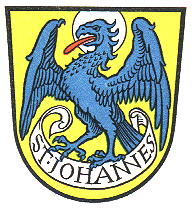
Wappen von Mallersdorf

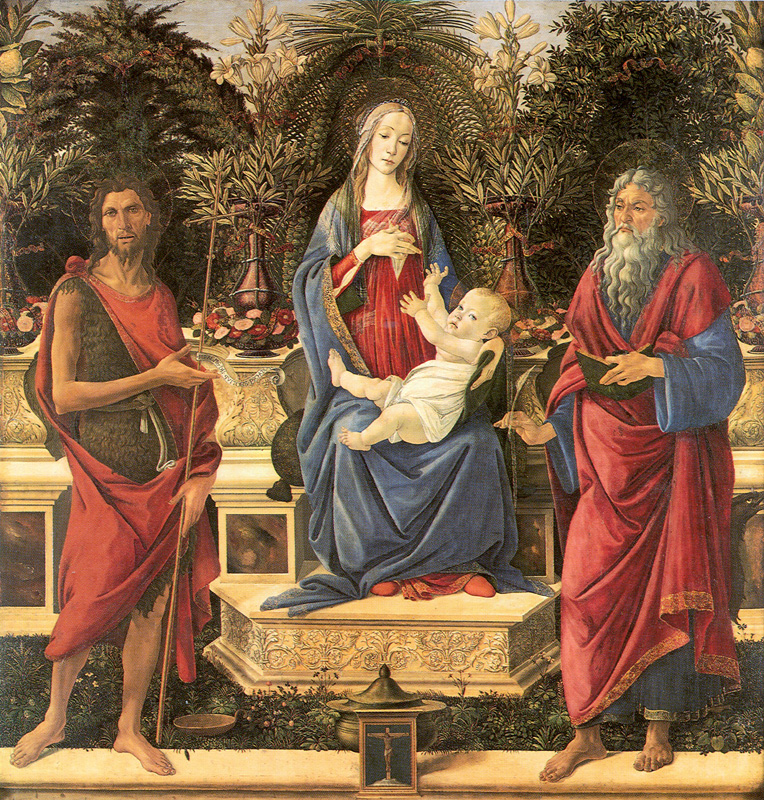
Botticelli: Madonna zwischen Johannes dem Täufer und dem Evangelisten

In narrativen Darstellungen der Taten Jesu gehört Johannes zum Apostelgefolge, auch hier stets bartlos. Herausgehoben erscheint er bei der Verklärung, im Garten Gethsemani und bei der Fußwaschung. Auch beim Abendmahl Jesu hat er einen Ehrenplatz an der Seite Christi. Seit der Mitte des 12. Jahrhunderts ruht er dort an der Brust des Herrn, im 14. Jahrhundert entwickelt sich das Figurenpaar zu einem selbständigen Andachtsbild, der Christus-Johannes-Gruppe. Als Begleiter Mariens gehört Johannes zu den Hauptfiguren auf Kreuzigungsdarstellungen, die beiden stehen auch üblicherweise auf dem Apostelbalken unter dem Triumphkreuz.
In Szenen der Bilderfolge zur Apokalypse sitzt Johannes häufig als beobachtender Schreiber am Bildrand.
In Botticellis Gemälde Madonna mit Heiligen sitzt Maria mit dem Kind im Bildschema der Sacra Conversazione zwischen Johannes dem Täufer und Johannes dem Evangelisten.

## Brauchtum
Das Johannisbrauchtum ist überwiegend mit der Gestalt Johannes des Täufers verbunden, vor allem, wenn es um den Johannistag (24. Juni) geübt wird. Der am 27. Dezember kirchlich gesegnete Johanniswein allerdings ist wegen der Giftbecher-Legende auf Johannes den Evangelisten zu beziehen.